# Пјер Паоло Пазолини
Пјер Паоло Пазолини (итал. Pier Paolo Pasolini; Болоња, 5. март 1922 — Рим, 2. новембар 1975) је био италијански филмски режисер, писац, песник, сценариста, драматург, лингвиста, глумац, сликар, политичар, новинар и колумниста, један од највећих интелектуалаца Италије 20. века. Његово стваралаштво изазива бројне контроверзе и дан–данас, нарочито крвави еротски трилер Салò или стодвадесет дана Содоме.

## Биографија

### Детињство и младост
Пазолини је рођен у Болоњи (Емилија-Ромања), у породици која је припадала средњој класи. Отац му је био поручник Карло Алберто, који се прославио тако што је предупредио атентат на Мусолинија 1926. године, те ухапсио петнаестогодишњег анархисту Антеа Цамбонија. Пјерова мајка, Сузана Колуси, радила је као учитељица у једној основној школи у Болоњи, а 1921. удала се Карла Албертија. Годину дана после Пазолинијевог рођења, породица се преселила у Конељано (Венето), године 1925, када је рођен Пјеров млађи брат Гвидалберто, у Белуно (Венето), а наредне године су се вратили у мајчину породичну кућу, у месташцу Казарса дела Делиција (Фурланија-Јулијска крајина). Наиме, Карло Алберто је те године ухапшен због коцкарских дугова, те је Сузана са децом отишла код родитеља.
Године 1931. Алберта премештају у Идрију (Словенија), а две године касније Пазолинијеви се селе у Кремону (Ломбардија), па потом у Скандијано и Ређо Емилију, где Пјер уписује средњу школу и стиче првог доброг пријатеља – Лучана Серу, са којим игра фудбал и чита Толстоја, Достојевског, Рембоа, Колриџа, Новалиса, Шекспира и друге. Пријатељство су наставили и касније, када је Пазолини уписао књижевност на Универзитету у Болоњи. Убрзо показује занимање за филологију и естетику фигуративних уметности, а редовно одлази у један од локалних биоскопа. Године 1941. Пјер, заједно са пријатељима Франческом Леонетијем и Робертом Роверсијем, покушава да покрене један песнички лист, али њихов покушај пропада услед несташице папира. Пазолини је касније рекао да му се тада јавила и прва жеља да сними филм, али због догађаја који су уследили, она је дуго била скрајнута. Уместо тога, он радо учествује на свим културним манифестацијама и спортским такмичењима које су организовали фашисти, а чији је симпатизер он полако постајао.

### Веза са Комунистичком партијом
Иако је потицао из војничко противфашистички оријентисане средине сам се укључио у комунистичку партију крајем 40-их година. У 50-им годинама имао је тешкоће са својом хомосексуалном оријентацијом, ка којој се јавио отворено, са италијанском администрацијом и издање његове књиге „Мангупи“ (Ragazzi di vita) из године 1955. изазвало је скандал и комунистичка партија га је искључила из својих редова. Он сам није престао да се представља као марксиста. Шездесетих година 20. почиње Пазолинијева редитељска каријера и тек тада га италијанска јавност почиње ценити, без обзира на његову сексуалну и политичку оријентацију.

## Убиство
Пазолини је убијен 2. новембра 1975. године, дан након повратка из Стокхолма, где се сусрео са Ингмаром Бергманом. За његово убиство био је осуђен Ђузепе Пелоци који је све негирао и наговестио да се иза Пазолинијевог убиства крију политички мотиви.
Сусрет Пазолинија са Пезолијем десио се код железничке станице Рома Термини 1. новембра 1975. око 22.30х. Пелози је био сексуални радник; Пазолини му је понудио 20.000 лира за сексуалне услуге. Вечерали су у ресторану „Биондо Тевере“. Пелози је јео шпагете са уљем и луком, Пазолини је пио пиво. Око 23.30х одвезли су се до Остије, где му је, како Пелози каже, Пазолини тражио нешто што он није хтео – да га содомизује дрвеним штапом. Пелози је одбио, а Пазолини га је, наводно, напао. Нашао је дрво (ногару од баченог стола на ђубришту) и њиме претукао Пазолинија на смрт, а онда и прегазио неколико пута његовим аутом. Три сата након сусрета, италијанска полиција је зауставила „алфа ромео“. Возач Ђузепе Пелози почео је да бежи. Ухапшен је због крађе аутомобила. Два сата касније, претучено и крваво тело Пазолинија пронађено је на плажи. „Убио сам Пазолинија“, признао је полицији.
Пелози је осуђен за убиство Пјера Паола Пазолинија 1976. године.  Маја 2005. године, 29 година након изрицања пресуде, Пелози повлачи своје признање и тврди да га је начинио под претњом смрти своје породице. По новом исказу, Пазолинија су убила тројица мушкараца са „јужњачким акцентом“, вичући да је „прљави комуниста“.
Околности његовог убиства су остале неразјашњене. Званична верзија говори о сексуалној афери, али пријатељи и познаваоци рада Пазолинија говоре о политички мотивисаном убиству. Низ нерегуларности појачало је такве сумње. Постављана су питања: да ли се могло поверовати да је атлетски грађеног мушкарца, какав је био Пазолини, могао да претуче мршав и нејак седамнаестогодишњи младић? Како је Пелози имао само пар ситних трагова крви по одећи, када су форензички стручњаци утврдили да је дошло до жучне борбе по блату? Такође, крв је пронађена на крову аутомобила са сувозачеве стране, која је сугерисала или да је Пелози имао сапутника са собом, или да је неко други возио ауто. Уз то, зелени џемпер, који није припадао ни Пазолинију ни Пелозију, пронађен је на задњем седишту. Пазолинијев рођак је рекао да џемпер није био тамо дан раније када је чистио ауто. Са друге стране, полиција је случају приступила врло траљаво: пропустили су да узму отиске прстију са места злочина; оставили су аутомобил по киши која је уништила све доказе; чак су успели и кола да ударе о стуб на путу до истражног судије који је тражио да га погледа. Као резултат свега, форензички налази су били безвредни у овом случају.
Серђо Ћити, италијански редитељ и сценариста који је сарађивао са Пазолинијем на писању сценарија за филм Сало или 120 дана Содоме, дао је другачију верзију. У интервјуу за Ла Република рекао је да су Пазолинија убила петорица мушкараца. „Пино Пелози је био дечак. Он је био мамац за ову петорицу. Искористили су га, био им је потребан неко кога ће окривити за злочин.“ Такође, Чити тврди да је Пазолини убијен на другом месту, па је његово тело бачено код плаже, где су га пронашли. Убеђен је да је његово убиство било политичко: „Његова смрт је била погодна свима који су се плашили његовог ума и слободног духа“.

## Филмографија
| Година | Српски назив                     | Оригинални назив                 | Награде/Напомене |
| ------ | -------------------------------- | -------------------------------- | --- |
| 1961   |                                  |                                  | базиран на Пазолинијевом роману Насилнички живот () |
| 1962   | Мама Рома                        |                                  | номинација — Златни лав за најбољи филм на Филмском фестивалу у Венецији |
| 1964   | Јеванђеље по Матеју              |                                  | Сребрни лав за најбољег редитеља на Филмском фестивалу у Венецији Посебна награда жирија на Филмском фестивалу у Венецији номинација — Награда BAFTA за најбољег редитеља номинација — Златни лав за најбољи филм на Филмском фестивалу у Венецији филм је био номинован за три Оскара |
| 1966   | Соколови и врапци                |                                  | номинација — Златна палма за најбољи филм на Филмском фестивалу Кану |
| 1967   | Краљ Едип                        |                                  | номинација — Златни лав за најбољи филм на Филмском фестивалу у Венецији |
| 1968   | Теорема                          |                                  | номинација — Златни лав за најбољи филм на Филмском фестивалу у Венецији Пазолинијев истоимени роман објављен је крајем 1968. године |
| 1969   |                                  |                                  | |
| 1969   | Медеја                           |                                  | |
| 1971   | Декамерон                        |                                  | Сребрни медвед за најбољег редитеља на Филмском фестивалу у Берлину Посебна награда жирија на Филмском фестивалу у Берлину номинација — Златни медвед за најбољи филм на Филмском фестивалу у Берлину базиран на књизи Декамерон Ђованија Бокача                                       |
| 1972   | Кантерберијске приче             |                                  | Златни медвед за најбољи филм на Филмском фестивалу у Берлину базиран на књизи Кантерберијске приче Џефрија Чосера |
| 1974   | Цвет хиљаду и једне ноћи         |                                  | Посебна награда жирија на Филмском фестивалу у Кану номинација — Златна палма за најбољи филм на Филмском фестивалу у Кану базиран на књизи Хиљаду и једна ноћ разних аутора |
| 1975   | Салò или стодвадесет дана Содоме | Salò o le 120 giornate di Sodoma | базиран на књизи Стодвадесет дана Содоме Маркиза де Сада због експлицитног сексуалног садржаја, као и бруталних сцена физичког насиља, забрањен је у многим земљама |